# Estádio de Copacabana

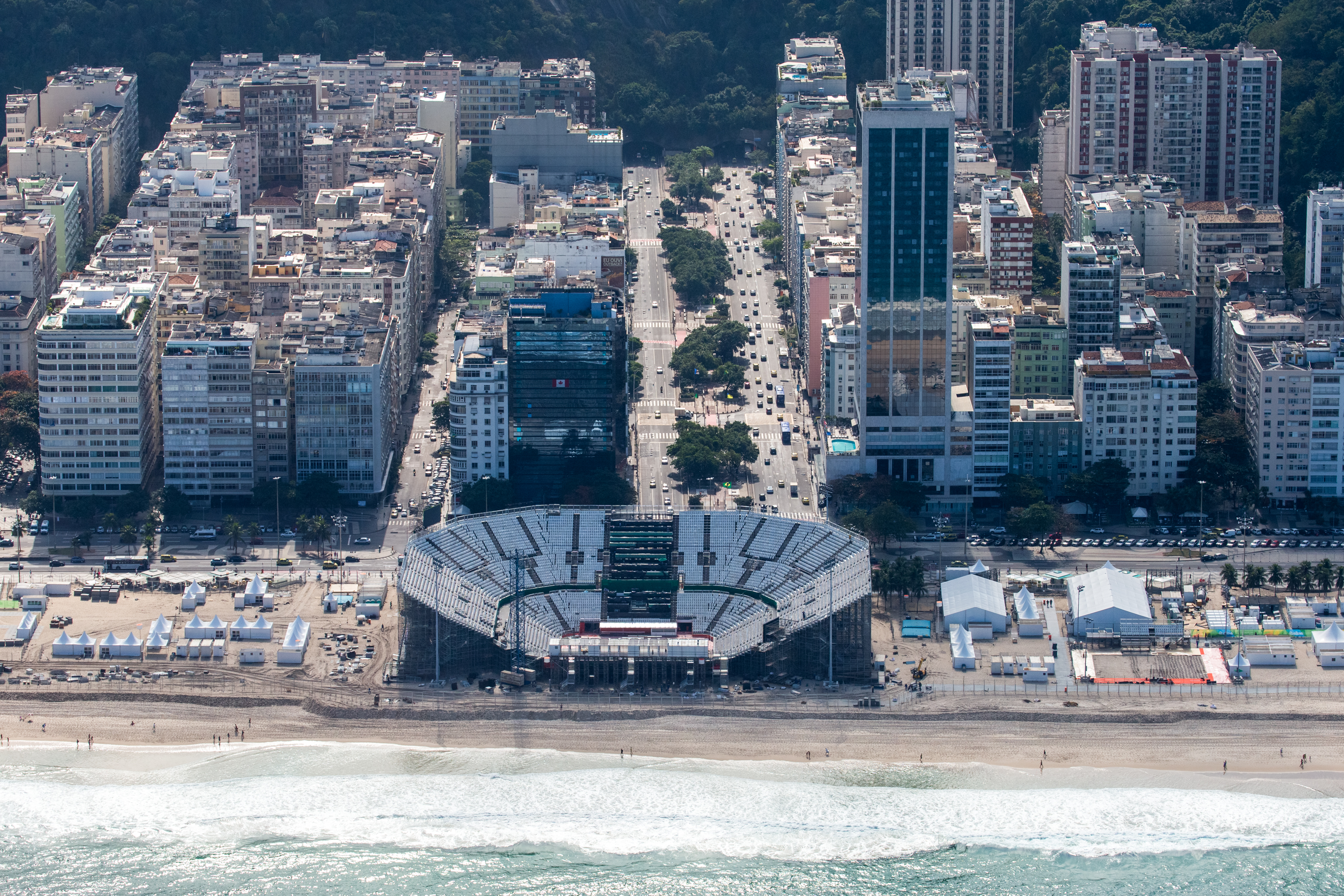
Estádio de Copacabana of Arena Copacabana

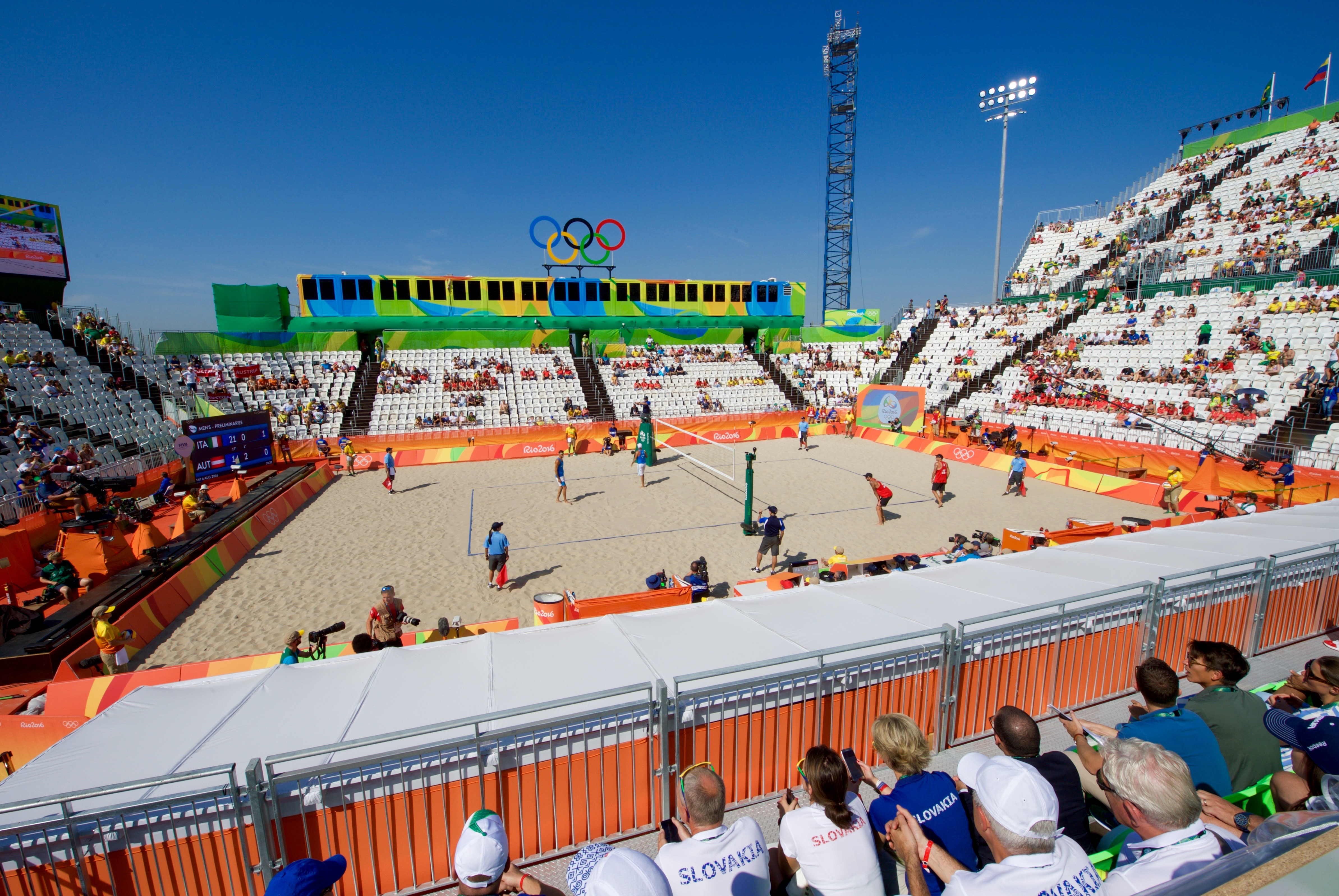
Estádio de Copacabana tijdens het beachvolleybaltoernooi van de Olympische Spelen Rio 2016

Het Estádio de Copacabana, ook Arena Copacabana of Arena de Vôlei de Praia, was een tijdelijk opgetrokken stadion dat voor de Olympische Zomerspelen in Rio de Janeiro werd gebruikt. Er was plaats voor 12.000 toeschouwers.
Het lag bij EHBO-post en uitkijktoren 2 van het strand van Copacabana, in Zona Sul, het zuiden van de stad, aan de Atlantische Oceaan. In het stadion vond de strandvolleybalcompetitie plaats.
Op de locatie werden eerder ook al tijdelijke constructies voor strandspelen opgetrokken, onder meer voor de Pan-Amerikaanse Spelen 2007, en sinds de eerste editie in 1995 al elfmaal voor wat nu het FIFA Wereldkampioenschap strandvoetbal is, maar tot 2005 het Beach Soccer Worldwide WK strandvoetbal.